# Danzig II: Lucifuge
Danzig II: Lucifuge to drugi album amerykańskiego zespołu muzycznego Danzig. Wydany 26 czerwca 1990 roku przez Def American.

## Lista utworów
1. "Long Way Back from Hell" – 4:23
2. "Snakes of Christ" – 4:34
3. "Killer Wolf" – 3:59
4. "Tired of Being Alive" – 4:04
5. "I’m the One" – 3:21
6. "Her Black Wings" – 4:48
7. "Devil’s Plaything" – 4:13
8. "777" – 5:40
9. "Blood and Tears" – 4:20
10. "Girl" – 4:12
11. "Pain in the World" – 5:52

## Twórcy
- Glenn Danzig – śpiew
- Eerie Von – gitara basowa
- John Christ – gitara
- Chuck Biscuits – perkusja
- Rick Rubin – produkcja

## Wydania
- Def American, 26 czerwca 1990
- American Recordings, grudzień 1994
- BMG, 1995
- American Recordings, czerwiec 1998

## Single
1. Her Black Wings czerwiec 1990
2. Killer Wolf 1990

## Wideografia
- "Her Black Wings" – Vincent Giordano, Glenn Danzig, 1990
- "Killer Wolf" – Anton Corbijn, Richard Bell, 1990
- "Devil’s Plaything" – Vincent Giordano, Glenn Danzig, 1990
- "I’m the One" – Vincent Giordano, Glenn Danzig, 1990